# Gare de Shinagawa
La gare de Shinagawa (品川駅, Shinagawa-eki) est une gare ferroviaire de la ville de Tokyo au Japon. Elle est gérée conjointement par les compagnies JR East, JR Central et Keikyū.
Shinagawa est une importante gare de transit et d'interconnexion au sud de Tokyo. Elle est desservie par la ligne Shinkansen Tōkaidō et des trains classiques allant vers la péninsule de Miura, la péninsule d'Izu et dans la région de Tōkai. Malgré son nom, la gare est située dans l'arrondissement de Minato et non celui de Shinagawa.

## Situation ferroviaire
La gare de Shinagawa est située au point kilométrique (PK) 6,8 de la ligne Shinkansen Tōkaidō, au PK 6,8 de la ligne principale Tōkaidō, au PK 37,1 de la ligne Keihin-Tōhoku, au PK 34,5 de la ligne Yamanote, au PK 6,8 de la ligne Yokosuka et au PK 0 de la ligne principale Keikyū.
La gare se situe au sud d'une immense gare de marchandise et de triage, du dépôt de locomotives et du dépôt de Tamachi.

## Histoire
Shinagawa est l'une des gares les plus anciennes du Japon. Elle est inaugurée le 12 juin 1872 lorsqu'un premier service de train entre Shinagawa et la première gare de Yokohama (aujourd'hui gare de Sakuragichō) débuta. Quatre mois plus tard, le 14 octobre 1872, la première ligne japonaise est officiellement inaugurée par l'empereur Meiji à Shimbashi (aujourd'hui gare de Shiodome). Cette ligne sera appelée plus tard ligne principale Tōkaidō. Il ne reste plus rien de la structure originale de la gare.
Plus tard le 1er mars 1885, la ligne Yamanote fut mise en fonction. La gare de Takanawa de la ligne Keikyū (alors ligne Keihin) ouvrit le 11 mars 1924 juste en face de la gare de Shinagawa. La gare de Takanawa a été renommée gare de Shinagawa et déplacée à l'endroit actuel le 1er avril 1933.
Le hall de la gare sur le côté est de la station (situé au-dessus des quais) a été en grande partie réaménagé en 2003 dans le cadre de la construction des quais du Shinkansen et également pour améliorer l'accès au nouveau centre commercial « Shinagawa Intercity ».
Cette station et ses alentours font l'objet depuis 2014 d'un grand projet de réaménagement urbain lié à la construction de la ligne Shinkansen Chūō (nouvelle ligne Tokyo - Nagoya - Osaka pour les trains à sustentation magnétique, dont l'ouverture est prévue début avril 2027) dont le terminus à Tokyo sera précisément à la gare de Shinagawa.

## Services aux voyageurs

### Accès et accueil

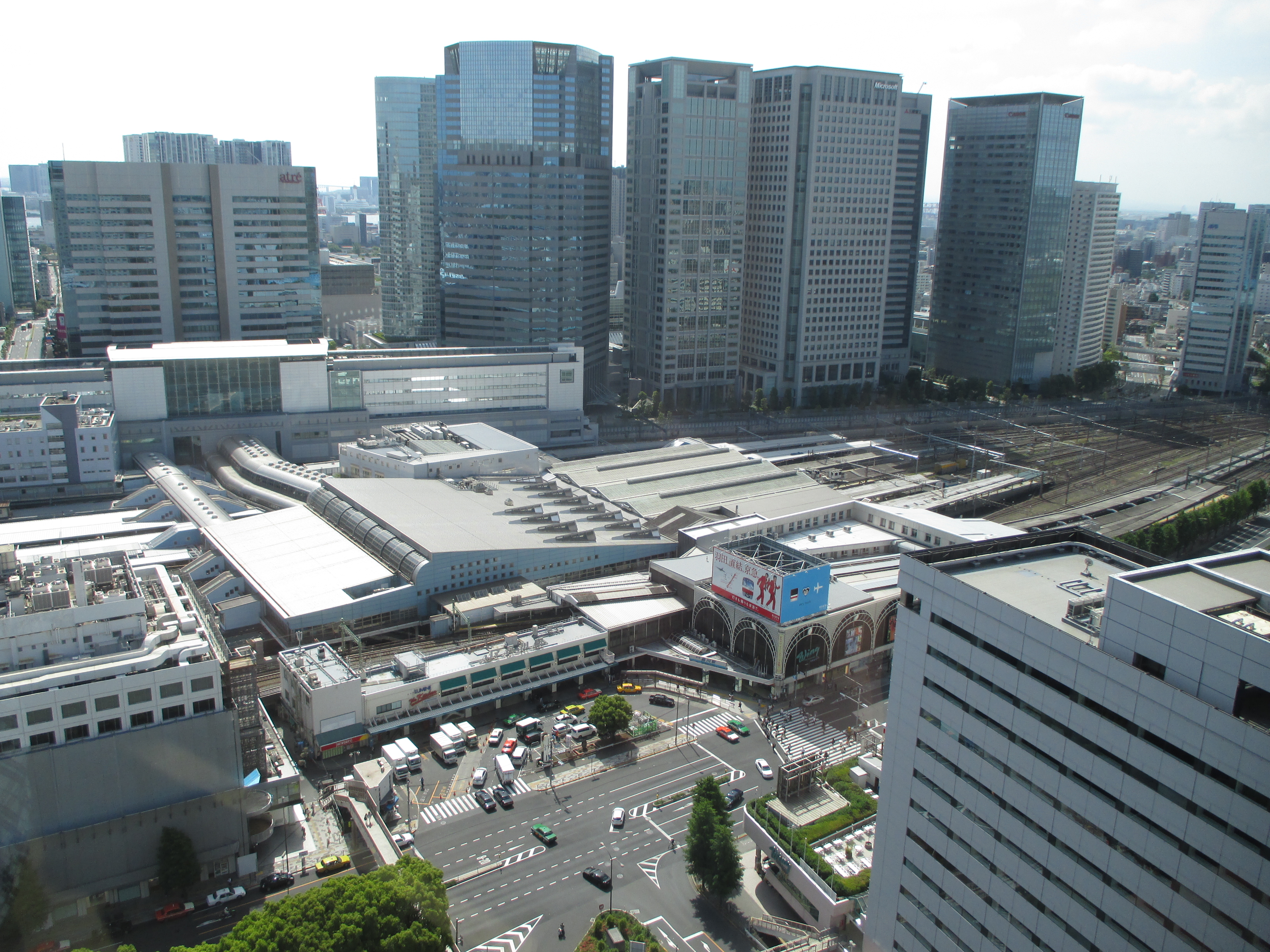
Vue aérienne

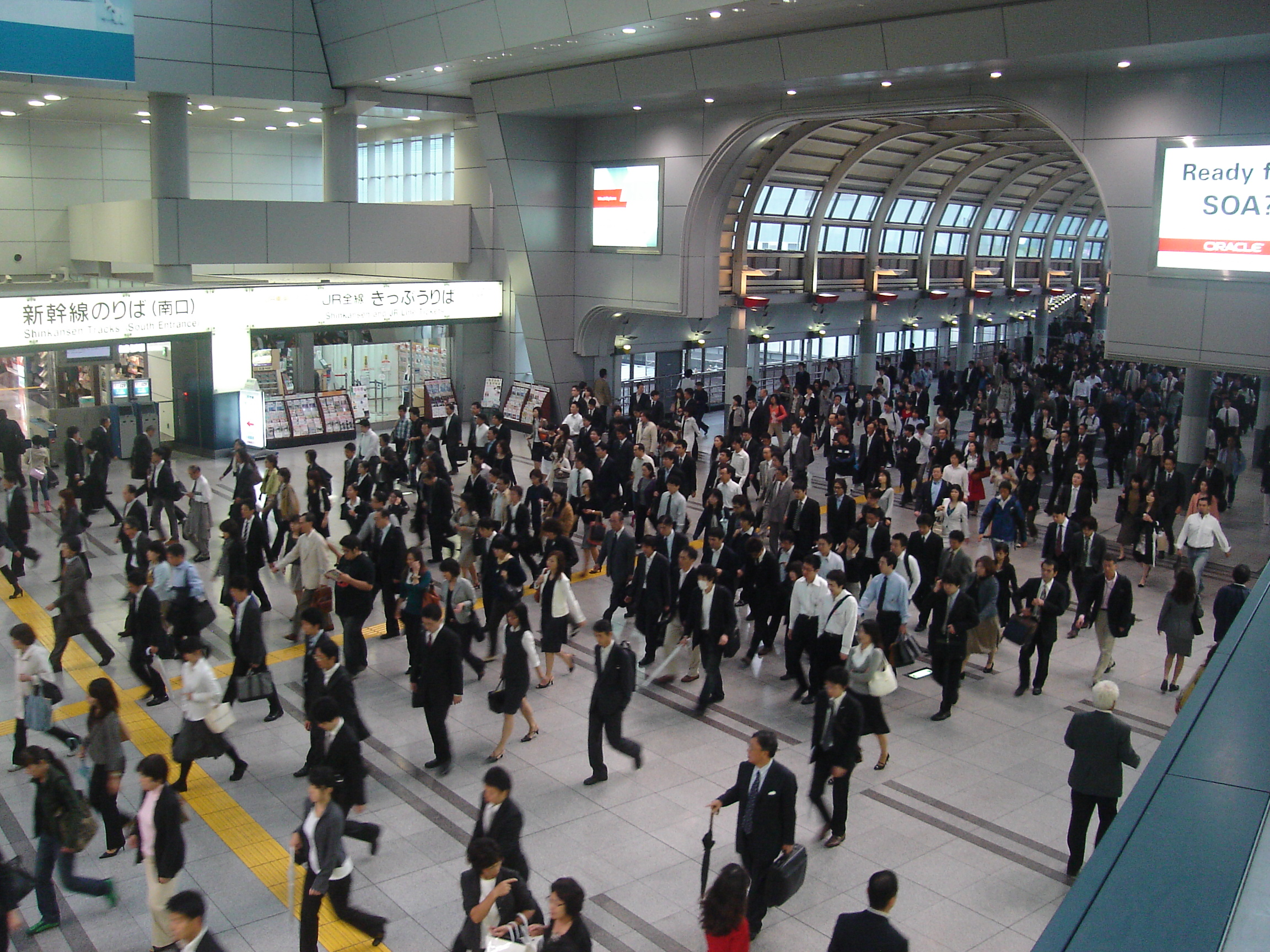
Hall principal

La gare dispose d'un bâtiment voyageurs ouvert tous les jours comprenant des guichets. 

### Desserte

#### Quais Keikyū
Les quais Keikyū sont du côté ouest de la gare à un niveau supérieur aux quais JR. Certains trains Keikyū sont terminus Shinagawa, tandis que d'autres continuent sur la ligne Asakusa à Sengakuji.
| 1 | ■ Ligne principale Keikyū                | Keikyū Kawasaki ・ Yokohama ・ Kami-Ōoka ・Kanazawa-Bunko ・ Yokosuka-Chūō ・ Horinouchi ・ Uraga ・ (Ligne Keikyū Kurihama) Misakiguchi           |
| 1 | ■ Ligne Keikyū Aéroport                  | Otorii ・ Aéroport de Haneda |
| 2 | ■ Ligne principale Keikyū                | Sengakuji ・ (ligne Asakusa) Shimbashi ・ Nihombashi ・ Asakusa ・ (Ligne principale Keisei) Aéroport de Narita ・ (Kokusō Railway) Chiba New Town |
| 3 | ■ Ligne principale Keikyū ・ Keikyū Wing | Kami-Ōoka ・ Yokosuka-Chūō ・ (Ligne Keikyū Kurihama) ・ Misakiguchi ・ (Heures de pointe du matin) Kita-Shinagawa ・ Samezu                       |

#### Quais JR East
La gare JR East possède un passage piétons au-dessus des voies qui permet de relier les différentes sections de la gare. La section sud contient de nombreuses boutiques et des étals de marchés qui forment l'"e-cute" complexe.
| 1      | JY Ligne Yamanote                   | Tokyo ・ Ueno ・ Tabata                                              |
| 2      | JY Ligne Yamanote                   | Shibuya ・ Shinjuku ・ Ikebukuro                                     |
| 3      | JK Ligne Keihin-Tōhoku              | Tokyo ・ Ueno ・ Akabane ・ Ōmiya                                    |
| 4      | JK Ligne Keihin-Tōhoku              | Kamata ・ Tsurumi ・ Sakuragicho ・ Isogo ・ Ōfuna                   |
| 5・8   | JT Ligne principale Tōkaidō         | Shimbashi ・ Tokyo ・ (Ligne Utsunomiya) Ueno ・ Ōmiya ・ Utsunomiya |
| 6・7   | Plateformes spéciales               | Ces plateformes sont réservées pour des trains et services spéciaux  |
| 9・10  | JU Ligne Ueno-Tokyo                 | Tokyo ・ Ueno ・ (Ligne Jōban) Nippori ・ Tsuchiura ・ Mito ・ Iwaki |
| 11・12 | JT Ligne principale Tōkaidō         | Kawasaki ・ Yokohama ・ Ōfuna ・ Odawara ・ Atami ・ (ligne Itō)     |
| 13     | JO Ligne Yokosuka ・ Ligne Sōbu     | Kinshichō ・ Funabashi ・ Chiba ・ Aéroport de Narita                |
| 13     | JO Limited Express "Narita Express" | Aéroport de Narita                                                   |
| 14     | JO Ligne Yokosuka                   | Nishi-Ōi ・ Shin-Kawasaki ・ Kamakura ・ Zushi ・ Kurihama           |
| 15     | JO Ligne Yokosuka                   | Tokyo                                                                |

Noter que la plateforme conjointe pour les connexions entre les lignes Yamanote et Keihin-Tōhoku sont uniquement disponible à la gare voisine, Tamachi.

#### Quais des Shinkansen
Les quais du Shinkansen ont été ouverts le 1er octobre 2003, dans le but de diminuer la congestion de la gare de Tokyo. Les quais sont situés du côté ouest de la gare.
| 21・22 | ■ Ligne Shinkansen Tōkaidō | Tokyo                                      |
| 23・24 | ■ Ligne Shinkansen Tōkaidō | Shizuoka ・ Nagoya ・ Shin-Osaka ・ Hakata |

### Intermodalité
Des services de bus sont effectués par les compagnies Toei Bus, Tōkyū Bus, Keihin Kyūkō Bus, Tokyo Limousine Bus et autres.

#### Entrée Ouest (Entrée Takanawa)
| Au pied de la gare de Shinagawa                                               | No. 1 Stop                                                                    | 反96                         | (Toei) gare de Gotanda |
| Au pied de la gare de Shinagawa                                               | No. 1 Stop                                                                    | 反96折返                     | (Toei) Gotenyama Hills (en semaine) |
| Au pied de la gare de Shinagawa                                               | No. 2 Stop                                                                    | 品93                         | (Toei) Ōikeibajō (tous les matins sauf weekend, via l'autoroute Keihin National)                                                                                            |
| Au pied de la gare de Shinagawa                                               | No. 2 Stop                                                                    | 深夜07                       | (Toei) Yashio Park Town (bus de nuit uniquement la semaine) |
| Au pied de la gare de Shinagawa                                               | No. 3 Stop                                                                    | 品93                         | (Toei) gare de Meguro (via Meiji Institute) |
| Au pied de la gare de Shinagawa                                               | No. 5 Stop                                                                    | 反96                         | (Toei) Roppongi Loop (via Azabujūban Station) |
| Au pied de la gare de Shinagawa                                               | No. 5 Stop                                                                    | 反96出入                     | (Toei) Akabanebashi Station (via Azabujūban Station) |
| Au pied de la gare de Shinagawa                                               | No. 6 Stop                                                                    | 反96,反96出入                | (Toei) Shinagawa garage |
| Au pied de la gare de Shinagawa                                               | No. 6 Stop                                                                    | 品94                         | (Tōkyū) Kamata Station (via Ōimachi Station, Ōmori Station) |
| Au pied de la gare de Shinagawa                                               | No. 6 Stop                                                                    | 深夜急行バス                 | (Keikyū) [express de nuit] gare de Kamakura (via gare d'Ōfuna) |
| Au pied de la gare de Shinagawa                                               | No. 6 Stop                                                                    | 深夜急行バス                 | (Keikyū) [express de nuit] Kanazawa Bunko Station (via Kami-Ōoka Station)                                                                                                   |
| Au pied de la gare de Shinagawa                                               | No. 7 Stop                                                                    | 品97                         | (Toei) gare de Shinjuku Entrée ouest (via Tengenji-hashi) |
| Hôtel Pacific Tokyo                                                           | Hôtel Pacific Tokyo                                                           | 高速 [voie express]          | (Keikyū, Kominato Tetsudō, Nitto Kōtsū) Kisaradu Station (via le terminal de bus Sodegaura Bus Terminal)                                                                    |
| Shinagawa Prince Hotel, Hotel Pacific Tokyo, Takanawa Prince Hotel and others | Shinagawa Prince Hotel, Hotel Pacific Tokyo, Takanawa Prince Hotel and others | 空港 [airport]               | (Tokyo Limousine Bus) Narita Airport |
| Shinagawa Bus Terminal                                                        | Shinagawa Bus Terminal                                                        | 高速昼行 [highway daytime]   | (Keikyū et compagnies associées) Hirosaki |
| Shinagawa Bus Terminal                                                        | Shinagawa Bus Terminal                                                        | 高速夜行 [highway overnight] | (Keikyū et compagnies associées) Hirosaki/Goshogawara, Miyako, Sendai, Nabari, Ōtsu, Osaka, Maizuru, Okayama/Kurashiki, Tottori/Kurayoshi, Yonago, Hagi, Tokushima, Imabari |

#### Entrée Est (Entrée Kōnan)
| Shinagawa Station East Entrance | No. 1 Stop | 品98甲                                                          | (Toei) Ōta Market (Weekdays except until 9:00, Ōta Market North Gate on holidays)                                   |
| Shinagawa Station East Entrance | No. 1 Stop | 品98乙                                                          | (Toei) IEn face de Ōi-futō Van Pool (tous les matin de semaine plus le 1er samedi du mois)                          |
| Shinagawa Station East Entrance | No. 2 Stop | 品98甲                                                          | (Toei) Ōta Market (semaine jusqu'à 9:00)                                                                            |
| Shinagawa Station East Entrance | No. 2 Stop | 品98丙                                                          | (Keikyū) (Toei) Ōta Market (marché en début de matinée uniquement)                                                  |
| Shinagawa Station East Entrance | No. 2 Stop | 浜95甲, 浜95乙, 田92                                            | (Toei) Shinagawa garage                                                                                             |
| Shinagawa Station East Entrance | No. 3 Stop | 品91                                                            | (Toei) En face de Shinagawa Seaside Station/Yashio Park Town                                                        |
| Shinagawa Station East Entrance | No. 4 Stop | 品96甲                                                          | (Toei) Tennōzu Isle (loop) (uniquement en semaine)                                                                  |
| Shinagawa Station East Entrance | No. 5 Stop | 品96乙                                                          | (Toei) en face du bâtiment de la front JAL                                                                          |
| Shinagawa Station East Entrance | No. 6 Stop | 田92                                                            | (Toei) Tamachi Station East Entrance (via le pont Takahama)                                                         |
| Shinagawa Station East Entrance | No. 6 Stop | 浜95甲                                                          | (Toei) Tokyo Tower (via Takahama bridge/face à Hamamatsucho Station)                                                |
| Shinagawa Station East Entrance | No. 6 Stop | 浜95乙                                                          | (Toei) En avant de Akabanebashi (via Takahama bridge/front of Hamamatsucho Station/Tokyo Tower)                     |
| Shinagawa Station East Entrance | No. 7 Stop | 田99                                                            | (Toei) Tamachi Station East Entrance (via Goshiki-bashi)                                                            |
| Shinagawa Station East Entrance | No. 7 Stop | 波01出入                                                        | (Toei) Tokyo Teleport Station (uniquement la semaine, le samedi, peu de bus)                                        |
| Shinagawa Station East Entrance | No. 7 Stop | 空港 [airport]                                                  | (Tokyo Limousine Bus) Narita Airport                                                                                |
| Shinagawa Station East Entrance | No. 7 Stop | 高速 [expressway]                                               | (Keikyū, Kominato Tetsudō, Nitto Kōtsū) Kisaradu Station (via le terminal de bus Sodegaura) (s'arrête l'après-midi) |
| Shinagawa Station East Entrance | No. 7 Stop | 高速夜行：ドリーム大阪号 [Expressway night travel: Dream Osaka] | (JR Bus Kanto, West JR Bus) Osaka Station                                                                           |
| Shinagawa Station East Entrance | No. 7 Stop | 定期観光                                                        | Hato Bus bus touristique                                                                                            |
| Shinagawa Station East Entrance | No. 8 Stop | 品99                                                            | (Toei) Shinagawa Pier Loop (via le bureau de l'immigration de Tokyo)                                                |
| Shinagawa Station East Entrance | No. 8 Stop | 品99                                                            | (Toei) Kōnan 4-chome                                                                                                |
| Shinagawa Station East Entrance | No. 8 Stop | 品99折返                                                        | (Toei) Tokyo Immigration Office (Weekday daytime only)                                                              |

## Gares adjacentes
| «                  | «            | Service              | »             | »                                           |
| Tōkaidō Line       | Tōkaidō Line | Tōkaidō Line         | Tōkaidō Line  | Tōkaidō Line                                |
| ------------------ | ------------ | -------------------- | ------------- | ------------------------------------------- |
| Shimbashi          | Shimbashi    | Local                | Kawasaki      | Kawasaki                                    |
| Shimbashi          | Shimbashi    | Rapid                | Kawasaki      | Kawasaki                                    |
| Shimbashi          | Shimbashi    | Commuter Rapid       | Ōfuna         | Ōfuna                                       |
| Yokosuka Line      |              |                      |               |                                             |
| Shimbashi          | Shimbashi    | -                    | Nishi-Ōi      | Nishi-Ōi                                    |
| Keihin-Tōhoku Line |              |                      |               |                                             |
| Tamachi            | Tamachi      | Local                | Ōimachi       | Ōimachi                                     |
| Tamachi            | Tamachi      | Rapid                | Ōimachi       | Ōimachi                                     |
| Yamanote Line      |              |                      |               |                                             |
| Tamachi            | Tamachi      | -                    | Ōsaki         | Ōsaki                                       |
| Tōkaidō Shinkansen |              |                      |               |                                             |
| Tokyo              | Tokyo        | -                    | Shin-Yokohama | Shin-Yokohama                               |
| Keikyū Main Line   |              |                      |               |                                             |
| Sengakuji          |              | Local                |               | Kitashinagawa                               |
| Sengakuji          |              | Airport Express      |               | Aomono-yokochō                              |
| Sengakuji          |              | Ltd. Express (red)   |               | Aomono-Yokochō                              |
| Sengakuji          |              | Ltd. Express (green) |               | Keikyū Kamata                               |
| Sengakuji          |              | Airport Ltd. Express |               | Aéroport de Haneda - Terminal international |
| Terminus           | Terminus     | Keikyu Wing          | Kami-Ōoka     | Kami-Ōoka                                   |